# Jean-Philippe Duval
Pour les articles homonymes, voir Duval.
Jean-Philippe Duval, né à Québec en 1968, est un réalisateur et scénariste québécois.

## Biographie
Jean-Philippe Duval effectue d'abord ses études au cégep en sciences. C'est en regardant La Nuit américaine, de François Truffaut, dans l'un de ses cours qu'il décide de changer de voie et de se consacrer au cinéma. Il s'inscrit au baccalauréat en arts visuels avec majeur en cinéma à l'Université de Montréal et réalise sa première production, Yukon Blues, en collaboration avec Stéphane Thibault, qui sera achetée par Radio-Canada. En 1991, il participe au concours 16/26 des Rendez-vous du cinéma québécois avec un court-métrage, La nuit, tous les chats sont gris, dont il assure le scénario et la réalisation. Il revient deux ans plus tard en 1993 avec La Vie a du charme, un documentaire sur l'œuvre de l'écrivain québécois Réjean Ducharme. Cette œuvre le fait connaître du public et lui fait mériter le Prix Gémeaux du meilleur documentaire d'auteur.
Depuis le début de sa carrière, Jean-Philippe Duval produit en collaboration des documentaires et des téléfilms sur commande, notamment pour la télévision française. Il a ainsi co-réalisé en 1991 S'en sortir, un documentaire sur la violence faite aux aînés, demandé par la Sûreté du Québec. En 1994, il produit L'Odyssée baroque pour le Cirque du Soleil, qui commémore ses 10 premières années d'existence.
En 1999, il se lance dans la réalisation de son premier long-métrage, Matroni et moi, une adaptation de la pièce du même nom d'Alexis Martin. Ce film se mérite onze nominations, dont le Prix Génie du meilleur réalisateur et le Prix Jutra de la meilleure réalisation,.
Il réalise ainsi des documentaires centrés sur la vie et l'œuvre d'artistes, comme Lumière des oiseaux (1999), sur le poète et ornithologue québécois Pierre Morency. Il coréalise également avec Hélène Choquette en 2006 Les réfugiés de la planète bleue, un documentaire sur les réfugiés climatiques dans le monde. Jean-Philippe Duval est aussi le réalisateur de séries documentaires, notamment L'École de danse et Marché Jean-Talon. Cette série de six épisodes sur ce marché éponyme à Montréal lui vaut le Prix Gémeaux de la meilleure série documentaire en 2004.
C'est cette année-là qu'il débute la réalisation d'États-humains, une série télévisée en quatre saisons. En 2007, il co-réalise Martin sur la route, une série télévisée sur le chef cuisinier québécois Martin Picard, propriétaire du restaurant Au pied de cochon. 
Jean-Philippe Duval se considère humaniste dans le choix de ses œuvres, qu'il s'agisse de fiction ou de documentaires. Il est surtout connu pour son deuxième long-métrage, Dédé, à travers les brumes (2009), un drame biographique d'André Fortin, chanteur du groupe Les Colocs, dont le suicide en 2000 avait causé un vif émoi au Québec. Le film s'est mérité plusieurs nominations et une grande notoriété dans le public. 
Depuis 2012, il est le réalisateur d'Unité 9, une série télévisée écrite par Danielle Trottier et présentant l'univers des femmes dans des conditions de détention. La série se distingue en remportant plusieurs récompenses, dont le Grand prix des émissions francophones au Festival international des médias de Banff en 2013. Jean-Philippe Duval remporte d'ailleurs en 2015 son troisième Gémeaux en carrière dans la catégorie meilleure réalisation, série dramatique.
Son troisième long-métrage, Chasse-Galerie : La légende, est sorti au Québec le 26 février 2016,. Le film revisite le conte de la chasse-galerie et le présente dans un contexte plus adapté à la réalité canadienne-française du XIXe siècle.
Jean-Philippe Duval est le conjoint de la bijoutière Anne-Marie Chagnon.

## Filmographie

### Documentaires
- 1993 : La Vie a du charme
- 1994 : L'Odyssée baroque
- 1999 : Lumière des oiseaux
- 2001 : Marie, mère des apparitions
- 2001 : WOW II
- 2006 : Les Réfugiés de la planète bleue
- 2015 : Au Québec avec Tintin

### Séries documentaires
- 2002 : L'École de danse (6 épisodes, coréalisation avec Carlos Ferrand)
- 2003 : Marché Jean-Talon (6 episodes, coréalisation avec Hélène Choquette)

### Courts métrages
- 1990 : La nuit, tous les chats sont gris

### Longs métrages
- 1994 : Soho (téléfilm)
- 1997 : L'Enfant des Appalaches (téléfilm)
- 1999 : Matroni et moi
- 2009 : Dédé, à travers les brumes
- 2016 : Chasse-Galerie : La légende
- 2016 : 9, le film, sketch Hystérie
- 2019 : 14 jours, 12 nuits

### Séries télévisées
- 2004-2007 : États-humains (quatre saisons)
- 2007 : Martin sur la route (co-réalisation avec Martin Picard)
- 2012 - 2018 : Unité 9 (6 saisons)
- 2020-2022: Toute la vie (3 saisons)
- 2023 : À cœur battant
- 2023 : Doute raisonnable (série télévisée) Saison 2
- 2024 : Les Armes (1 saison)

## Prix et distinctions

### Récompenses
- 1993 : Prix Gémeaux, Meilleur documentaire d'auteur, pour La Vie a du charme[3]
- 2004 : Prix Gémeaux, Meilleure série documentaire, pour Marché Jean-Talon[3]
- 2013 : Festival international des médias de Banff, Grand prix des émissions francophones, pour Unité 9
- 2015 : Prix Gémeaux, Meilleure réalisation, série dramatique, pour Unité 9[3]

### Nominations
- 2000 : Prix Génie, Meilleur scénario pour Matroni et moi (avec Alexis Martin)[4]
- 2000 : Prix Jutras, Meilleur scénario pour Matroni et moi (avec Alexis Martin)
- 2000 : Prix Jutras, Meilleur documentaire pour Lumière des oiseaux[4]
- 2010 : Prix Jutras, Meilleure réalisation pour Dédé, à travers les brumes[4]
- 2010 : Prix Jutras, Meilleur scénario pour Dédé, à travers les brumes